# Ewald Walch
Ewald Walch (18 de agosto de 1940-27 de octubre de 2023) fue un deportista austríaco que compitió en luge en la modalidad doble.
Participó en dos Juegos Olímpicos de Invierno en los años 1968 y 1972, obteniendo una medalla de plata en Grenoble 1968 en la prueba doble. Ganó siete medallas en el Campeonato Mundial de Luge entre los años 1957 y 1971, y tres medallas en el Campeonato Europeo de Luge entre los años 1962 y 1971.

## Palmarés internacional
| Juegos Olímpicos   | Juegos Olímpicos             | Juegos Olímpicos  | Juegos Olímpicos |
| Año                | Lugar                        | Medalla           | Prueba           |
| ------------------ | ---------------------------- | ----------------- | ---------------- |
| 1968               | Grenoble (Francia)           | Medalla de plata  | Doble            |
| Campeonato Mundial |                              |                   |                  |
| Año                | Lugar                        | Medalla           | Prueba           |
| 1957               | Davos (Suiza)                | Medalla de bronce | Doble            |
| 1960               | Garmisch-Partenkirchen (RFA) | Medalla de oro    | Doble            |
| 1963               | Imst (Austria)               | Medalla de bronce | Doble            |
| 1967               | Hammarstrand (Suecia)        | Medalla de plata  | Doble            |
| 1969               | Königssee (RFA)              | Medalla de oro    | Doble            |
| 1970               | Königssee (RFA)              | Medalla de oro    | Doble            |
| 1971               | Valdaora (Italia)            | Medalla de plata  | Doble            |
| Campeonato Europeo |                              |                   |                  |
| Año                | Lugar                        | Medalla           | Prueba           |
| 1962               | Weissenbach (Austria)        | Medalla de oro    | Doble            |
| 1970               | Hammarstrand (Suecia)        | Medalla de bronce | Doble            |
| 1971               | Imst (Austria)               | Medalla de plata  | Doble            |